# Lamine Diarrassouba
Lamine Diarrassouba (Abidjan, 1º gennaio 1986) è un ex calciatore ivoriano, di ruolo attaccante.

## Carriera
Ha giocato nella massima serie dei campionati rumeno, slovacco, ceco ed indonesiano, e nella seconda divisione francese.